# Raymond Etherington-Smith
Raymond Broadley Etherington-Smith (ur. 11 kwietnia 1877 w Putney, zm. 19 kwietnia 1913 w Smithfield) – brytyjski lekarz i wioślarz, złoty medalista olimpijski.
Kształcił się w Repton School i Kolegium Trójcy Świętej University of Cambridge. Trzykrotnie brał udział w The Boat Race: w 1898 roku przegrał, a w latach 1899 i 1900 zwyciężał.
Wystąpił na igrzyskach olimpijskich w Londynie w 1908 roku, gdzie brytyjska osada w składzie: Albert Gladstone, Frederick Kelly, Banner Johnstone, Guy Nickalls, Charles Burnell, Ronald Sanderson, Raymond Etherington-Smith, Henry Bucknall i Gilchrist Maclagan zdobyła złoty medal. Był to jego jedyny start olimpijski.
Po ukończeniu studiów został lekarzem. Po operacji pacjenta z gangreną płuc zachorował na zapalenie otrzewnej, wskutek czego zmarł.